# Europamästerskapen i friidrott 2024 – Herrarnas 800 meter
Herrarnas 800 meter vid europamästerskapen i friidrott 2024 avgjordes mellan den 7 och 9 juni 2024 på Olympiastadion i Rom i Italien.
Guldet togs av franske Gabriel Tual efter ett lopp på 1 minut och 44,87 sekunder. Silvret togs av spanske Mohamed Attaoui och bronset togs av italienske Catalin Tecuceanu.

## Rekord
| Rekord inför EM 2024 | Rekord inför EM 2024    | Rekord inför EM 2024 | Rekord inför EM 2024   | Rekord inför EM 2024 |
| -------------------- | ----------------------- | -------------------- | ---------------------- | -------------------- |
| Världsrekord         | David Rudisha (KEN)     | 1.40,91              | London, Storbritannien | 9 augusti 2012       |
| Europarekord         | Wilson Kipketer (DEN)   | 1.41,11              | Köln, Tyskland         | 24 augusti 1997      |
| Mästerskapsrekord    | Olaf Beyer (GDR)        | 1.43,84              | Prag, Tjeckoslovakien  | 31 augusti 1978      |
| Världsårsbästa       | Djamel Sedjati (ALG)    | 1.43,23              | Stockholm, Sverige     | 2 juni 2024          |
| Europaårsbästa       | Catalin Tecuceanu (ITA) | 1.44,01              | Asti, Italien          | 23 maj 2024          |

## Program
Alla tider är lokal tid (UTC+1)
| Datum       | Tid   | Omgång      |
| ----------- | ----- | ----------- |
| 7 juni 2024 | 12:20 | Försöksheat |
| 8 juni 2024 | 19:50 | Semifinaler |
| 9 juni 2024 | 22:27 | Final       |

## Resultat

### Försöksheat
De tre första i varje heat 0Q0 samt de fyra snabbaste tiderna 0q0 kvalificerade sig för semifinalerna.
| Placering | Heat | Bana | Namn               | Nationalitet            | Tid     | Noteringar |
| --------- | ---- | ---- | ------------------ | ----------------------- | ------- | ---------- |
| 1         | 4    | 4    | Paul Anselmini     | Frankrike               | 1.44,73 | 0Q0, 0PB0  |
| 2         | 4    | 3    | Jakub Dudycha      | Tjeckien                | 1.44,89 | 0Q0, VBJ   |
| 3         | 4    | 5    | Catalin Tecuceanu  | Italien                 | 1.44,93 | 0Q0        |
| 4         | 4    | 2    | Marino Bloudek     | Kroatien                | 1.45,07 | 0q0, 0PB0  |
| 5         | 4    | 6    | Ryan Clarke        | Nederländerna           | 1.45,25 | 0q0        |
| 6         | 4    | 9    | Mohamed Attaoui    | Spanien                 | 1.45,09 | 0q0        |
| 7         | 4    | 8    | Thomas Randolph    | Storbritannien          | 1.45,58 | 0q0        |
| 8         | 1    | 7    | Gabriel Tual       | Frankrike               | 1.45,69 | 0Q0        |
| 9         | 1    | 4    | Francesco Pernici  | Italien                 | 1.45,87 | 0Q0        |
| 10        | 4    | 7    | Pieter Sisk        | Belgien                 | 1.45,87 |            |
| 11        | 1    | 3    | Álvaro de Arriba   | Spanien                 | 1.46,03 | 0Q0        |
| 12        | 1    | 5    | Mateusz Borkowski  | Polen                   | 1.46,12 |            |
| 13        | 3    | 3    | Ole Jakob Solbu    | Norge                   | 1.46,16 | 0Q0        |
| 14        | 3    | 4    | Simone Barontini   | Italien                 | 1.46,30 | 0Q0        |
| 15        | 3    | 5    | Filip Ostrowski    | Polen                   | 1.46,37 | 0Q0        |
| 16        | 3    | 9    | Yanis Meziane      | Frankrike               | 1.46,39 |            |
| 17        | 3    | 8    | Callum Dodds       | Storbritannien          | 1.46,39 |            |
| 18        | 2    | 5    | Adrián Ben         | Spanien                 | 1.46,39 | 0Q0        |
| 18        | 1    | 8    | Tobias Grønstad    | Norge                   | 1.46,39 |            |
| 20        | 2    | 3    | Elliot Giles       | Storbritannien          | 1.46,44 | 0Q0        |
| 21        | 2    | 2    | Andreas Kramer     | Sverige                 | 1.46,46 | 0Q0        |
| 22        | 2    | 7    | Eliott Crestan     | Belgien                 | 1.46,48 |            |
| 23        | 3    | 2    | Niels Laros        | Nederländerna           | 1.46,62 | 0SB0       |
| 24        | 1    | 6    | Tibo De Smet       | Belgien                 | 1.46,71 |            |
| 25        | 2    | 4    | Mark English       | Irland                  | 1.46,73 |            |
| 26        | 1    | 2    | Balázs Vindics     | Ungern                  | 1.46,84 | 0SB0       |
| 27        | 2    | 9    | Ramon Wipfli       | Schweiz                 | 1.47,37 |            |
| 28        | 2    | 8    | Michał Rozmys      | Polen                   | 1.47,46 |            |
| 29        | 1    | 9    | Salih Teksöz       | Turkiet                 | 1.47,80 |            |
| 30        | 2    | 6    | Jared Micallef     | Malta                   | 1.47,91 |            |
| 31        | 3    | 7    | Abedin Mujezinović | Bosnien och Hercegovina | 1.49,20 |            |
| 32        | 3    | 6    | Dániel Huller      | Ungern                  | 1.49,59 |            |

### Semifinaler
De tre första i varje heat 0Q0 samt de två snabbaste tiderna 0q0 kvalificerade sig för finalen.
| Placering | Heat | Bana | Namn              | Nationalitet   | Tid     | Noteringar |
| --------- | ---- | ---- | ----------------- | -------------- | ------- | ---------- |
| 1         | 2    | 6    | Gabriel Tual      | Frankrike      | 1.45,03 | 0Q0        |
| 2         | 2    | 7    | Mohamed Attaoui   | Spanien        | 1.45,19 | 0Q0        |
| 3         | 2    | 5    | Andreas Kramer    | Sverige        | 1.45,33 | 0Q0        |
| 4         | 2    | 8    | Adrián Ben        | Spanien        | 1.45,34 | 0q0        |
| 5         | 2    | 2    | Ole Jakob Solbu   | Norge          | 1.45,59 | 0q0        |
| 6         | 2    | 9    | Francesco Pernici | Italien        | 1.45,61 | 0SB0       |
| 7         | 2    | 3    | Ryan Clarke       | Nederländerna  | 1.46,00 |            |
| 8         | 1    | 8    | Catalin Tecuceanu | Italien        | 1.46,30 | 0Q0        |
| 9         | 1    | 5    | Elliot Giles      | Storbritannien | 1.46,50 | 0Q0        |
| 10        | 1    | 3    | Álvaro de Arriba  | Spanien        | 1.46,57 | 0Q0        |
| 11        | 1    | 7    | Paul Anselmini    | Frankrike      | 1.46,62 |            |
| 12        | 1    | 4    | Jakub Dudycha     | Tjeckien       | 1.46,94 |            |
| 13        | 1    | 6    | Simone Barontini  | Italien        | 1.47,10 |            |
| 14        | 1    | 2    | Filip Ostrowski   | Polen          | 1.47,15 |            |
| 15        | 1    | 9    | Marino Bloudek    | Kroatien       | 1.47,16 |            |
| 16        | 2    | 4    | Thomas Randolph   | Storbritannien | 1.49,18 |            |

### Final
| Placering | Bana | Namn              | Nationalitet   | Tid     | Noteringar |
| --------- | ---- | ----------------- | -------------- | ------- | ---------- |
| 1         | 6    | Gabriel Tual      | Frankrike      | 1.44,87 |            |
| 2         | 7    | Mohamed Attaoui   | Spanien        | 1.45,20 |            |
| 3         | 8    | Catalin Tecuceanu | Italien        | 1.45,40 |            |
| 4         | 2    | Álvaro de Arriba  | Spanien        | 1.45,64 |            |
| 5         | 9    | Andreas Kramer    | Sverige        | 1.45,70 |            |
| 6         | 5    | Adrián Ben        | Spanien        | 1.46,54 |            |
| 7         | 4    | Elliot Giles      | Storbritannien | 1.47,06 |            |
| 8         | 3    | Ole Jakob Solbu   | Norge          | 1.51,33 |            |